# Hastings 1066
Hastings 1066 je třetí studiové album od italské kapely Thy Majestie. Bylo vydáno v roce 2002 jako druhé v rámci smlouvy s vydavatelstvím Scarlet Records na vydání dvou alb. Jde o konceptuální album, první ze série rockových oper této skupiny, jež jsou inspirovány historickými vojenskými událostmi; předlohou zde byla bitva u Hastingsu z roku 1066. Nahráno bylo za 40 dní v březnu 2002 v římském Outer Sounds Studios s producentem Giuseppem Orlandem (Novembre, Stormlord), mastering pak provedl Mika Jussila z Finnish Finnvox Studios (Stratovarius, Sonata Arctica, Nightwish).

## Seznam skladeb
1. „Rerum Memoria“ – 3:00
2. „The King And The Warrior“ – 3:26
3. „Echoes Of War“ – 5:56
4. „The Sight Of Telham Hill“ – 5:52
5. „Incipit Bellum“ – 1:46
6. „The Scream Of Taillefer“ – 7:29
7. „Anger Of Fate“ – 7:11
8. „The Pride Of A Housecarl“ – 7:18
9. „Through The Bridge Of Spears“ – 3:49
10. „Demons On The Crown“ – 5:50

## Příbuzná díla
- 1066 (demo, 2001)
- Echoes Of War (EP, 2003)